# Прича о нама (албум)
Прича о нама је седми студијски албум српске музичке групе Неверне бебе. Албум је објављен 20. јануара 2017. године за издавачку кућу ПГП РТС, а био је доступан у дигиталном формату и на компакт-диску.

## Списак песама
Аутор музике и аранжмана за све песме је Милан Ђурђевић. Он је написао и текстове за дванаест од тринаест песама — изузетак је Тужна песма, чије стихове потписује Маријана Рајић.
| №               | Назив                                   | Трајање |  |
| 1.              | Прича о нама                            | 3:52    |  |
| 2.              | Свемир                                  | 3:32    |  |
| 3.              | Још се надам (са Данијелом Кајмакоским) | 3:26    |  |
| 4.              | Дориа                                   | 3:06    |  |
| 5.              | Ту крај нас                             | 4:12    |  |
| 6.              | Кап по кап                              | 3:41    |  |
| 7.              | Небо је мало за нас                     | 3:13    |  |
| 8.              | Обала блуза                             | 3:21    |  |
| 9.              | Варљива дама                            | 4:28    |  |
| 10.             | Твоје промрзле речи                     | 4:17    |  |
| 11.             | 1000 боја                               | 4:01    |  |
| 12.             | Сањам                                   | 3:28    |  |
| 13.             | Тужна песма () (бонус песма)            | 4:44    |  |
| Укупно трајање: | Укупно трајање:                         | 49:21   |  |

## Музичари
- Неверне бебе:
  - Милан Ђурђевић — клавир, клавијатуре, Хамондове оргуље, вокал
  - Јелена Пудар Марковић — вокал
  - Тијана Сретковић — вокал
  - Владан Ђурђевић — бас-гитара
  - Саша Ранђеловић Ранђа — гитаре
  - Владимир Ружичић Кебац — бубњеви, удараљке
  - Андреја Стојић — електрична гитара (2, 9, 10, 11), акустична гитара (5, 13), EBow (10)
  - Немања Савић — удараљке[1][2]
- Гости:
  - Данијел Кајмакоски — вокал (3)
  - Ненад Гајин — гитара (5)
  - Драган Ивановић — бас-гитара[1][2]

## Остале заслуге
- Милан Ђурђевић — продуцент, миксовање
- Ивица Влатковић — продуцент, миксовање
- Немања Савић — тонски сниматељ
- Андреја Стојић — тонски сниматељ
- Филип Влатковић — миксовање
- Миша Јаниш — мастеровање
- Зоран Шћекић — супервизор
- Адам Радосављевић — фотографије
- Иван Грлић — фотографије
- Душан Арсенић — дизајн омота[1]